# Premier League Darts 2020
De Unibet Premier League Darts 2020 was de zestiende editie van het jaarlijkse dartstoernooi georganiseerd door de PDC. Het toernooi begon op 6 februari en de finale was op 15 oktober 2020. Het toernooi werd gewonnen door Glen Durrant. Hij versloeg in de finale Nathan Aspinall met 11-8.
Wegens de coronapandemie werd deze editie van de Premier League vanaf maart een paar maanden stil gelegd. Pas eind augustus werd het toernooi hervat. Dit was geheel zonder publiek met een soort toernooi in de Marshall Arena te Milton Keynes. De finale was ook niet zoals gebruikelijk in de The O2 te Londen, maar werd gehouden in de Ricoh Arena te Coventry.

## Spelers
De top 4 van de PDC Order of Merit was automatisch gekwalificeerd voor deelname aan de Premier League Darts. Voor de editie van 2020 waren dit: Michael van Gerwen, Peter Wright, Gerwyn Price en Rob Cross.
De andere vijf spelers mochten deelnemen dankzij het verkrijgen van een wildcard. De PDC maakte op 1 januari 2020, direct na de finale van het PDC World Darts Championship 2020, het negenhoofdige deelnemersveld voor de Premier League Darts 2020 bekend.
| Speler             | Aantal deelnames in de Premier League | Aantal deelnames op rij | Positie op de PDC Order of Merit | Beste resultaat                        | Kwalificatie       |
| ------------------ | ------------------------------------- | ----------------------- | -------------------------------- | -------------------------------------- | ------------------ |
| Michael van Gerwen | 8                                     | 8                       | 1                                | Winnaar (2013, 2016, 2017, 2018, 2019) | PDC Order of Merit |
| Peter Wright       | 7                                     | 7                       | 2                                | Finalist (2017)                        | PDC Order of Merit |
| Gerwyn Price       | 3                                     | 3                       | 3                                | 5e (2019)                              | PDC Order of Merit |
| Rob Cross          | 3                                     | 3                       | 4                                | Finalist (2019)                        | PDC Order of Merit |
| Michael Smith      | 4                                     | 3                       | 5                                | Finalist (2018)                        | Wildcard           |
| Gary Anderson      | 9                                     | 1                       | 6                                | Winnaar (2011, 2015)                   | Wildcard           |
| Daryl Gurney       | 3                                     | 3                       | 7                                | Halve finale (2019)                    | Wildcard           |
| Nathan Aspinall    | 1                                     | 1                       | 8                                | Debuut                                 | Wildcard           |
| Glen Durrant       | 1                                     | 1                       | 22                               | Debuut                                 | Wildcard           |

### Challengers
| Darter             | Locatie       | Order of Merit op 01/01/20 |
| ------------------ | ------------- | -------------------------- |
| John Henderson     | Aberdeen      | 31                         |
| Fallon Sherrock    | Nottingham    | 91                         |
| Jonny Clayton      | Cardiff       | 16                         |
| William O'Connor   | Dublin        | 37                         |
| Luke Humphries     | Exeter        | 35                         |
| Stephen Bunting    | Liverpool     | 17                         |
| Chris Dobey        | Milton Keynes | 19                         |
| Jeffrey de Zwaan   | Milton Keynes | 20                         |
| Jermaine Wattimena | Milton-Keynes | 23                         |

## Speelsteden/-gelegenheden
| Aberdeen                    | Nottingham                   | Cardiff                           | Dublin                                   |
| --------------------------- | ---------------------------- | --------------------------------- | ---------------------------------------- |
| P&J Live 6 februari         | Motorpoint Arena 13 februari | Motorpoint Arena 20 februari      | 3Arena 27 februari                       |
|                             |                              |                                   |                                          |
| Exeter                      | Liverpool                    | Birmingham                        | Belfast                                  |
| Westpoint Arena 5 maart     | M&S Bank Arena 12 maart      | Utilita Arena Birmingham afgelast | SSE Arena Belfast afgelast               |
|                             |                              |                                   |                                          |
| Leeds                       | Berlijn                      | Rotterdam                         | Glasgow                                  |
| First Direct Arena afgelast | Mercedes-Benz Arena afgelast | Rotterdam Ahoy afgelast           | SSE Hydro afgelast                       |
|                             |                              |                                   |                                          |
| Manchester                  | Newcastle                    | Sheffield                         | Milton Keynes                            |
| Manchester Arena afgelast   | Utilita Arena afgelast       | FlyDSA Arena afgelast             | Marshall Arena 25 augustus - 5 september |
|                             |                              |                                   |                                          |
| Londen                      |                              |                                   |                                          |
| The O2 22 oktober           |                              |                                   |                                          |
|                             |                              |                                   |                                          |

## Prijzengeld
Het prijzengeld is ten opzichte van de vorige editie gelijk gebleven op £825.000, maar nu verdeeld onder 9 deelnemers. Degene die twee 9-darters gooit, ontvangt £50.000.
| Plaats                       | Prijzengeld (Totaal: £825.000) |
| ---------------------------- | ------------------------------ |
| Winnaar                      | £250.000                       |
| Runner-up                    | £120.000                       |
| Halvefinalist                | £80.000                        |
| Koploper (na 16 speelrondes) | £25.000                        |
| 5e plaats                    | £70.000                        |
| 6e plaats                    | £60.000                        |
| 7e plaats                    | £55.000                        |
| 8e plaats                    | £50.000                        |
| 9e plaats                    | £35.000                        |

## Statistieken

### Stand
| Positie | Naam               | Gespeeld | Winst | Gelijk | Verlies | Punten | Legs voor | Legs tegen | +/− | Breaks | Gem.  | 180's |
| ------- | ------------------ | -------- | ----- | ------ | ------- | ------ | --------- | ---------- | --- | ------ | ----- | ----- |
| 1.      | Glen Durrant       | 16       | 8     | 5      | 3       | 21     | 104       | 85         | +19 | 36     | 98.05 | 35    |
| 2.      | Peter Wright       | 16       | 9     | 2      | 5       | 20     | 102       | 84         | +18 | 29     | 99.66 | 62    |
| 3.      | Nathan Aspinall    | 16       | 9     | 1      | 6       | 19     | 103       | 92         | +11 | 36     | 98.62 | 61    |
| 4.      | Gary Anderson      | 16       | 8     | 3      | 5       | 19     | 98        | 92         | +6  | 36     | 97.07 | 52    |
| 5.      | Gerwyn Price       | 16       | 6     | 5      | 5       | 17     | 99        | 84         | +15 | 33     | 98.56 | 45    |
| 6.      | Michael van Gerwen | 16       | 8     | 1      | 7       | 17     | 89        | 93         | -4  | 28     | 99.05 | 43    |
| 7.      | Michael Smith      | 16       | 5     | 3      | 8       | 13     | 89        | 96         | -7  | 33     | 97.20 | 73    |
| 8.      | Daryl Gurney       | 16       | 4     | 3      | 9       | 11     | 86        | 101        | –15 | 31     | 93.50 | 41    |
| 9.      | Rob Cross          | 9        | 1     | 3      | 5       | 5      | 44        | 58         | –14 | 17     | 94.61 | 19    |

| Legenda kleuren in de tabellen  |
| ------------------------------- |
| Geplaatst voor play-offs        |
| Na de tweede fase uitgeschakeld |
| Uitgeschakeld                   |

### Positie per ronde
| Speler             | 1e Fase (dag 1 t/m 9) | 1e Fase (dag 1 t/m 9) | 1e Fase (dag 1 t/m 9) | 1e Fase (dag 1 t/m 9) | 1e Fase (dag 1 t/m 9) | 1e Fase (dag 1 t/m 9) | 1e Fase (dag 1 t/m 9) | 1e Fase (dag 1 t/m 9) | 1e Fase (dag 1 t/m 9) |               | 2e Fase (dag 10 t/m 16) | 2e Fase (dag 10 t/m 16) | 2e Fase (dag 10 t/m 16) | 2e Fase (dag 10 t/m 16) | 2e Fase (dag 10 t/m 16) | 2e Fase (dag 10 t/m 16) | 2e Fase (dag 10 t/m 16) |
| Speler             | 1                     | 2                     | 3                     | 4                     | 5                     | 6                     | 7                     | 8                     | 9                     | 10            | 11                      | 12                      | 13                      | 14                      | 15                      | 16                      |                         |
| ------------------ | --------------------- | --------------------- | --------------------- | --------------------- | --------------------- | --------------------- | --------------------- | --------------------- | --------------------- | ------------- | ----------------------- | ----------------------- | ----------------------- | ----------------------- | ----------------------- | ----------------------- | ----------------------- |
| Glen Durrant       | 1                     | 2                     | 1                     | 4                     | 1                     | 1                     | 2                     | 1                     | 1                     | 1             | 1                       | 1                       | 1                       | 1                       | 1                       | 1                       |                         |
| Peter Wright       | 8                     | 7                     | 7                     | 8                     | 7                     | 5                     | 5                     | 3                     | 2                     | 3             | 4                       | 6                       | 4                       | 3                       | 3                       | 2                       |                         |
| Nathan Aspinall    | 2                     | 5                     | 3                     | 2                     | 4                     | 4                     | 3                     | 4                     | 3                     | 6             | 2                       | 5                       | 3                       | 4                       | 4                       | 3                       |                         |
| Gary Anderson      | 3                     | 4                     | 8                     | 6                     | 6                     | 6                     | 4                     | 5                     | 5                     | 4             | 3                       | 2                       | 2                       | 2                       | 2                       | 4                       |                         |
| Gerwyn Price       | 6                     | 6                     | 6                     | 3                     | 5                     | 7                     | 7                     | 7                     | 6                     | 7             | 6                       | 4                       | 6                       | 6                       | 6                       | 5                       |                         |
| Michael van Gerwen | 4                     | 1                     | 2                     | 1                     | 3                     | 2                     | 1                     | 2                     | 4                     | 2             | 5                       | 3                       | 5                       | 5                       | 5                       | 6                       |                         |
| Michael Smith      | 9                     | 8                     | 4                     | 5                     | 2                     | 3                     | 6                     | 6                     | 7                     | 5             | 7                       | 7                       | 7                       | 7                       | 7                       | 7                       |                         |
| Daryl Gurney       | 7                     | 9                     | 9                     | 9                     | 9                     | 9                     | 9                     | 8                     | 8                     | 8             | 8                       | 8                       | 8                       | 8                       | 8                       | 8                       |                         |
| Rob Cross          | 5                     | 3                     | 5                     | 7                     | 8                     | 8                     | 8                     | 9                     | 9                     | uitgeschakeld | uitgeschakeld           | uitgeschakeld           | uitgeschakeld           | uitgeschakeld           | uitgeschakeld           | uitgeschakeld           |                         |

### Toernooireeks
| Positie | Speler             | 1e Fase (dag 1 t/m 9) | 1e Fase (dag 1 t/m 9) | 1e Fase (dag 1 t/m 9) | 1e Fase (dag 1 t/m 9) | 1e Fase (dag 1 t/m 9) | 1e Fase (dag 1 t/m 9) | 1e Fase (dag 1 t/m 9) | 1e Fase (dag 1 t/m 9) | 1e Fase (dag 1 t/m 9) | 2e Fase (dag 10 t/m 16) | 2e Fase (dag 10 t/m 16) | 2e Fase (dag 10 t/m 16) | 2e Fase (dag 10 t/m 16) | 2e Fase (dag 10 t/m 16) | 2e Fase (dag 10 t/m 16) | 2e Fase (dag 10 t/m 16) | Play-Offs     | Play-Offs     |   |
| Positie | Speler             | 1                     | 2                     | 3                     | 4                     | 5                     | 6                     | 7                     | 8                     | 9                     | 10                      | 11                      | 12                      | 13                      | 14                      | 15                      | 16                      | HF            | F             |   |
| ------- | ------------------ | --------------------- | --------------------- | --------------------- | --------------------- | --------------------- | --------------------- | --------------------- | --------------------- | --------------------- | ----------------------- | ----------------------- | ----------------------- | ----------------------- | ----------------------- | ----------------------- | ----------------------- | ------------- | ------------- | - |
| 1.      | Glen Durrant       | W                     | G                     | W                     | V                     | W                     | W                     | G                     | W                     | W                     | W                       | G                       | W                       | G                       | G                       | V                       | V                       | W             | W             |   |
| 2.      | Peter Wright       | V                     | G                     | W                     | V                     | W                     | W                     | G                     | W                     | W                     | V                       | V                       | V                       | W                       | W                       | W                       | W                       | V             | -             |   |
| 3.      | Nathan Aspinall    | W                     | V                     | W                     | W                     | V                     | G                     | W                     | V                     | W                     | V                       | W                       | V                       | W                       | V                       | W                       | W                       | W             | V             |   |
| 4.      | Gary Anderson      | W                     | G                     | V                     | W                     | V                     | G                     | W                     | V                     | W                     | W                       | G                       | W                       | W                       | W                       | V                       | V                       | V             | -             | - |
| 5.      | Gerwyn Price       | G                     | G                     | G                     | W                     | V                     | V                     | V                     | W                     | W                     | V                       | W                       | W                       | V                       | G                       | G                       | W                       | -             | -             |   |
| 6.      | Michael van Gerwen | W                     | W                     | V                     | W                     | V                     | W                     | W                     | V                     | V                     | W                       | V                       | W                       | V                       | G                       | W                       | V                       | -             | -             |   |
| 7.      | Michael Smith      | V                     | G                     | W                     | W                     | W                     | V                     | V                     | W                     | V                     | W                       | V                       | V                       | G                       | V                       | G                       | V                       | -             | -             |   |
| 8.      | Daryl Gurney       | V                     | V                     | G                     | V                     | G                     | V                     | W                     | W                     | V                     | V                       | W                       | V                       | V                       | G                       | V                       | W                       | -             | -             |   |
| 9.      | Rob Cross          | G                     | W                     | V                     | V                     | G                     | G                     | V                     | V                     | V                     | uitgeschakeld           | uitgeschakeld           | uitgeschakeld           | uitgeschakeld           | uitgeschakeld           | uitgeschakeld           | uitgeschakeld           | uitgeschakeld | uitgeschakeld |   |
| 10.     | Challengers        | V                     | G                     | V                     | V                     | W                     | G                     | V                     | V                     | V                     | nvt                     | nvt                     | nvt                     | nvt                     | nvt                     | nvt                     | nvt                     | nvt           | nvt           |   |

- NB: W = Gewonnen, G = Gelijk, V = Verloren, NG = Niet gespeeld

## Uitslagen

### Groepsfase (fase 1)

#### Speeldag 1 - 6 februari
P&J Live, Aberdeen
|                                                  | Gem.     | Score | Gem.     |                |
| ------------------------------------------------ | -------- | ----- | -------- | -------------- |
| Michael Smith                                    | (95.41)  | 3 – 7 | (95.01)  | Glen Durrant   |
| Gary Anderson                                    | (94.71)  | 7 – 5 | (91.65)  | Daryl Gurney   |
| Michael van Gerwen                               | (104.13) | 7 – 5 | (97.71)  | Peter Wright   |
| Nathan Aspinall                                  | (89.19)  | 7 – 3 | (81.93)  | John Henderson |
| Gerwyn Price                                     | (95.86)  | 6 – 6 | (100.10) | Rob Cross      |
| Gemiddelde: 94.57                                |          |       |          |                |
| Hoogste uitgooi: Nathan Aspinall 170             |          |       |          |                |
| Meeste 180s: Michael van Gerwen & Peter Wright 4 |          |       |          |                |
| Totaal 180s: 25                                  |          |       |          |                |

#### Speeldag 2 - 13 februari
Motorpoint Arena, Nottingham
|                                    | Gem.    | Score | Gem.     |                    |
| ---------------------------------- | ------- | ----- | -------- | ------------------ |
| Rob Cross                          | (94.71) | 7 – 5 | (95.48)  | Nathan Aspinall    |
| Gerwyn Price                       | (98.11) | 6 – 6 | (101.71) | Michael Smith      |
| Gary Anderson                      | (95.58) | 6 – 6 | (88.72)  | Peter Wright       |
| Glen Durrant                       | (93.21) | 6 – 6 | (87.36)  | Fallon Sherrock    |
| Daryl Gurney                       | (93.92) | 1 – 7 | (105.05) | Michael van Gerwen |
| Gemiddelde: 95.29                  |         |       |          |                    |
| Hoogste uitgooi: Michael Smith 140 |         |       |          |                    |
| Meeste 180s: Peter Wright 6        |         |       |          |                    |
| Totaal 180s: 17                    |         |       |          |                    |

#### Speeldag 3 - 20 februari
Motorpoint Arena, Cardiff
|                                    | Gem.     | Score | Gem.     |                 |
| ---------------------------------- | -------- | ----- | -------- | --------------- |
| Peter Wright                       | (101.95) | 7 – 5 | (90.13)  | Rob Cross       |
| Jonny Clayton                      | (97.44)  | 1 – 7 | (105.51) | Michael Smith   |
| Michael van Gerwen                 | (97.61)  | 5 – 7 | (101.12) | Nathan Aspinall |
| Daryl Gurney                       | (97.46)  | 6 – 6 | (93.70)  | Gerwyn Price    |
| Glen Durrant                       | (97.24)  | 7 – 4 | (96.89)  | Gary Anderson   |
| Gemiddelde: 97.91                  |          |       |          |                 |
| Hoogste uitgooi: Michael Smith 167 |          |       |          |                 |
| Meeste 180s: Vier Spelers 3        |          |       |          |                 |
| Totaal 180s: 21                    |          |       |          |                 |

#### Speeldag 4 - 27 februari
3Arena, Dublin
|                                             | Gem.    | Score | Gem.    |                    |
| ------------------------------------------- | ------- | ----- | ------- | ------------------ |
| Glen Durrant                                | (92.81) | 5 – 7 | (93.82) | Nathan Aspinall    |
| Rob Cross                                   | (91.36) | 5 – 7 | (97.77) | Gary Anderson      |
| Daryl Gurney                                | (85.98) | 5 – 7 | (88.19) | Michael Smith      |
| William O'Connor                            | (95.31) | 4 – 7 | (97.62) | Michael van Gerwen |
| Gerwyn Price                                | (98.75) | 7 – 1 | (83.59) | Peter Wright       |
| Gemiddelde: 92.52                           |         |       |         |                    |
| Hoogste uitgooi: Glen Durrant 144           |         |       |         |                    |
| Meeste 180s: Gary Anderson & Daryl Gurney 4 |         |       |         |                    |
| Totaal 180s: 22                             |         |       |         |                    |
| Negendarter: Michael Smith                  |         |       |         |                    |

#### Speeldag 5 - 5 maart
Westpoint Arena, Exeter
|                                    | Gem.    | Score | Gem.     |                    |
| ---------------------------------- | ------- | ----- | -------- | ------------------ |
| Rob Cross                          | (98.55) | 6 – 6 | (94.88)  | Daryl Gurney       |
| Gerwyn Price                       | (96.68) | 3 – 7 | (100.76) | Glen Durrant       |
| Nathan Aspinall                    | (99.67) | 3 – 7 | (110.00) | Peter Wright       |
| Gary Anderson                      | (87.76) | 5 – 7 | (88.67)  | Luke Humphries     |
| Michael Smith                      | (95.42) | 7 – 4 | (99.43)  | Michael van Gerwen |
| Gemiddelde: 97.18                  |         |       |          |                    |
| Hoogste uitgooi: Michael Smith 134 |         |       |          |                    |
| Meeste 180s: Drie Spelers 4        |         |       |          |                    |
| Totaal 180s: 26                    |         |       |          |                    |

#### Speeldag 6 - 12 maart
M&S Bank Arena, Liverpool
|                                   | Gem.    | Score | Gem.     |                    |
| --------------------------------- | ------- | ----- | -------- | ------------------ |
| Michael Smith                     | (94.00) | 4 – 7 | (100.78) | Peter Wright       |
| Daryl Gurney                      | (95.43) | 5 – 7 | (95.39)  | Glen Durrant       |
| Gerwyn Price                      | (98.07) | 5 – 7 | (106.27) | Michael van Gerwen |
| Rob Cross                         | (90.14) | 6 – 6 | (91.25)  | Stephen Bunting    |
| Gary Anderson                     | (94.27) | 6 – 6 | (107.64) | Nathan Aspinall    |
| Gemiddelde: 97.32                 |         |       |          |                    |
| Hoogste uitgooi: Gerwyn Price 157 |         |       |          |                    |
| Meeste 180s: Nathan Aspinall 8    |         |       |          |                    |
| Totaal 180s: 37                   |         |       |          |                    |

#### Speeldag 7 - 25 augustus
Marshall Arena, Milton Keynes
|                                   | Gem.     | Score | Gem.      |               |
| --------------------------------- | -------- | ----- | --------- | ------------- |
| Nathan Aspinall                   | (97.82)  | 7 – 4 | (96.33)   | Gerwyn Price  |
| Chris Dobey                       | (79.01)  | 2 – 7 | (86.88)   | Daryl Gurney  |
| Michael Smith                     | (107.02) | 3 – 7 | (109.24.) | Gary Anderson |
| Michael van Gerwen                | (103.37) | 7 – 2 | (89.48)   | Rob Cross     |
| Peter Wright                      | (99.43)  | 6 – 6 | (102.43)  | Glen Durrant  |
| Gemiddelde: 97.15                 |          |       |           |               |
| Hoogste uitgooi: Peter Wright 170 |          |       |           |               |
| Meeste 180s: Michael Smith 7      |          |       |           |               |
| Totaal 180s: 25                   |          |       |           |               |

#### Speeldag 8 - 26 augustus
Marshall Arena, Milton Keynes
|                                                | Gem.     | Score | Gem      |                  |
| ---------------------------------------------- | -------- | ----- | -------- | ---------------- |
| Gary Anderson                                  | (95.53)  | 1 – 7 | (99.16)  | Gerwyn Price     |
| Nathan Aspinall                                | (103.01) | 5 – 7 | (97.95)  | Daryl Gurney     |
| Michael Smith                                  | (96.57)  | 7 – 3 | (93.61)  | Rob Cross        |
| Michael van Gerwen                             | (98.18)  | 3 – 7 | (104.43) | Glen Durrant     |
| Peter Wright                                   | (102.26) | 7 – 1 | (92.05)  | Jeffrey de Zwaan |
| Gemiddelde: 98.28                              |          |       |          |                  |
| Hoogste uitgooi: Glen Durrant 167              |          |       |          |                  |
| Meeste 180s: Nathan Aspinall & Michael Smith 5 |          |       |          |                  |
| Totaal 180s: 25                                |          |       |          |                  |

#### Speeldag 9 - 27 augustus
Marshall Arena, Milton Keynes (Judgement Night)
|                                   | Gem.     | Score | Gem.     |               |
| --------------------------------- | -------- | ----- | -------- | ------------- |
| Nathan Aspinall                   | (102.96) | 7 – 5 | (102.06) | Michael Smith |
| Glen Durrant                      | (106.02) | 7 – 4 | (103.97) | Rob Cross     |
| Michael van Gerwen                | (95.21)  | 4 – 7 | (99.77)  | Gary Anderson |
| Jermaine Wattimena                | (81.24)  | 0 – 7 | (102.15) | Gerwyn Price  |
| Peter Wright                      | (99.21)  | 7 – 4 | (91.90)  | Daryl Gurney  |
| Gemiddelde: 98.45                 |          |       |          |               |
| Hoogste uitgooi: Glen Durrant 167 |          |       |          |               |
| Meeste 180s: Michael Smith 6      |          |       |          |               |
| Totaal 180s: 23                   |          |       |          |               |
| Uitgeschakeld: Rob Cross          |          |       |          |               |

### Groepsfase (fase 2)

#### Speeldag 10 - 28 augustus
Marshall Arena, Milton Keynes
|                                   | Gem.     | Score | Gem.      |                    |
| --------------------------------- | -------- | ----- | --------- | ------------------ |
| Glen Durrant                      | (98.56)  | 8 – 4 | (93.46)   | Gerwyn Price       |
| Peter Wright                      | (101.54) | 5 – 8 | (101.19.) | Gary Anderson      |
| Nathan Aspinall                   | (96.09)  | 6 – 8 | (95.33)   | Michael van Gerwen |
| Michael Smith                     | (94.02)  | 8 – 3 | (88.13)   | Daryl Gurney       |
| Gemiddelde: 96.04                 |          |       |           |                    |
| Hoogste uitgooi: Gerwyn Price 140 |          |       |           |                    |
| Meeste 180s: Drie Spelers 5       |          |       |           |                    |
| Totaal 180s: 29                   |          |       |           |                    |

#### Speeldag 11 - 29 augustus
Marshall Arena, Milton Keynes
|                                   | Gem.    | Score | Gem.     |                 |
| --------------------------------- | ------- | ----- | -------- | --------------- |
| Daryl Gurney                      | (94.93) | 8 – 6 | (103.07) | Peter Wright    |
| Michael Smith                     | (93.74) | 6 – 8 | (96.46)  | Nathan Aspinall |
| Gary Anderson                     | (95.80) | 7 – 7 | (97.01)  | Glen Durrant    |
| Michael van Gerwen                | (99.19) | 4 – 8 | (95.81)  | Gerwyn Price    |
| Gemiddelde: 97.00                 |         |       |          |                 |
| Hoogste uitgooi: Daryl Gurney 164 |         |       |          |                 |
| Meeste 180s: Peter Wright 9       |         |       |          |                 |
| Totaal 180s: 29                   |         |       |          |                 |
| Negendarter: Peter Wright         |         |       |          |                 |

#### Speeldag 12 - 30 augustus
Marshall Arena, Milton Keynes
|                                    | Gem.     | Score | Gem.     |               |
| ---------------------------------- | -------- | ----- | -------- | ------------- |
| Nathan Aspinall                    | (98.18)  | 6 – 8 | (101.36) | Gary Anderson |
| Peter Wright                       | (107.37) | 6 – 8 | (106.83) | Gerwyn Price  |
| Michael van Gerwen                 | (102.35) | 8 – 5 | (99.75)  | Michael Smith |
| Glen Durrant                       | (102.00) | 8 – 3 | (97.72)  | Daryl Gurney  |
| Gemiddelde: 101.96                 |          |       |          |               |
| Hoogste uitgooi: Michael Smith 145 |          |       |          |               |
| Meeste 180s: Gary Anderson 6       |          |       |          |               |
| Totaal 180s: 36                    |          |       |          |               |

#### Speeldag 13 - 2 september
Marshall Arena, Milton Keynes
|                                   | Gem.     | Score | Gem.     |                    |
| --------------------------------- | -------- | ----- | -------- | ------------------ |
| Glen Durrant                      | (99.31)  | 7 – 7 | (99.14)  | Michael Smith      |
| Daryl Gurney                      | (98.02)  | 6 – 8 | (100.78) | Gary Anderson      |
| Peter Wright                      | (105.09) | 8 – 1 | (91.54)  | Michael van Gerwen |
| Gerwyn Price                      | (93.93)  | 6 – 8 | (99.35)  | Nathan Aspinall    |
| Gemiddelde: 98.40                 |          |       |          |                    |
| Hoogste uitgooi: Daryl Gurney 150 |          |       |          |                    |
| Meeste 180s: Gary Anderson 7      |          |       |          |                    |
| Totaal 180s: 35                   |          |       |          |                    |

#### Speeldag 14 - 3 september
Marshall Arena, Milton Keynes
|                                               | Gem.     | Score | Gem.    |                    |
| --------------------------------------------- | -------- | ----- | ------- | ------------------ |
| Gerwyn Price                                  | (99.21)  | 7 – 7 | (97.21) | Daryl Gurney       |
| Gary Anderson                                 | (102.45) | 8 – 2 | (89.67) | Michael Smith      |
| Peter Wright                                  | (103.11) | 8 – 5 | (98.67) | Nathan Aspinall    |
| Glen Durrant                                  | (96.19)  | 7 – 7 | (98.43) | Michael van Gerwen |
| Gemiddelde: 98.09                             |          |       |         |                    |
| Hoogste uitgooi: Gary Anderson 154            |          |       |         |                    |
| Meeste 180s: Peter Wright & Nathan Aspinall 5 |          |       |         |                    |
| Totaal 180s: 28                               |          |       |         |                    |

#### Speeldag 15 - 4 september
Marshall Arena, Milton Keynes
|                                   | Gem.     | Score | Gem.     |                    |
| --------------------------------- | -------- | ----- | -------- | ------------------ |
| Daryl Gurney                      | (91.15)  | 5 – 8 | (99.24)  | Nathan Aspinall    |
| Glen Durrant                      | (89.11)  | 6 – 8 | (94.80)  | Peter Wright       |
| Gary Anderson                     | (100.33) | 6 – 8 | (103.17) | Michael van Gerwen |
| Michael Smith                     | (102.50) | 7 – 7 | (103.76) | Gerwyn Price       |
| Gemiddelde: 98.01                 |          |       |          |                    |
| Hoogste uitgooi: Gerwyn Price 164 |          |       |          |                    |
| Meeste 180s: Michael Smith 9      |          |       |          |                    |
| Totaal 180s: 39                   |          |       |          |                    |

#### Speeldag 16 - 5 september
Marshall Arena, Milton Keynes
|                                                      | Gem.     | Score | Gem.     |               |
| ---------------------------------------------------- | -------- | ----- | -------- | ------------- |
| Gerwyn Price                                         | (107.70) | 8 – 3 | (83.39)  | Gary Anderson |
| Michael van Gerwen                                   | (91.74)  | 2 – 8 | (91.04)  | Daryl Gurney  |
| Peter Wright                                         | (96.62)  | 8 – 5 | (94.33)  | Michael Smith |
| Nathan Aspinall                                      | (101.46) | 8 – 2 | (100.15) | Glen Durrant  |
| Gemiddelde: 95.80                                    |          |       |          |               |
| Hoogste uitgooi: Gary Anderson & Nathan Aspinall 170 |          |       |          |               |
| Meeste 180s: Drie Spelers 3                          |          |       |          |               |
| Totaal 180s: 16                                      |          |       |          |               |

### Play-offs

#### Final Night (15 oktober)
Ricoh Arena, Coventry
|                                      | Gem.    | Score  | Gem.    |                 |
| ------------------------------------ | ------- | ------ | ------- | --------------- |
| Halve finales (best of 19 legs)      |         |        |         |                 |
| Glen Durrant                         | (86.10) | 10 – 9 | (87.82) | Gary Anderson   |
| Peter Wright                         | (94.02) | 7 – 10 | (95.67) | Nathan Aspinall |
| Finale (best of 21 legs)             |         |        |         |                 |
| Glen Durrant                         | (91.84) | 11 – 8 | (92.15) | Nathan Aspinall |
| Dag gemiddelde: 91.27                |         |        |         |                 |
| Hoogste uitgooi: 141 Nathan Aspinall |         |        |         |                 |
| Meeste 180s: 13 Nathan Aspinall      |         |        |         |                 |
| Totaal 180s: 26                      |         |        |         |                 |

|  | Halve finale            | Halve finale |  |                         | Finale               | Finale |
|  |                         |              |  |                         |                      |        |
|  |                         |              |  |                         |                      |        |
|  | Glen Durrant (86.10)    | 10           |  |                         |                      |        |
|  | Gary Anderson (87.82)   | 9            |  |                         |                      |        |
|  |                         |              |  |                         | Glen Durrant (91.84) | 11     |
|  |                         |              |  | Nathan Aspinall (92.15) | 8                    |        |
|  | Peter Wright (94.02)    | 7            |  |                         |                      |        |
|  | Nathan Aspinall (95.67) | 10           |  |                         |                      |        |